# Alexandra Dmitrijewna Birjukowa
Alexandra Dmitrijewna Birjukowa (russisch Александра Дмитриевна Бирюкова; * 28. Junijul. / 10. Juli 1895greg. in Wladiwostok; † 9. Februar 1967 in Richmond Hill (Kanada)) war eine russisch-kanadische Architektin.

## Leben
Birjukowas Vater Dmitri Birjukow arbeitete als Ingenieur beim Bau der Transsibirischen Eisenbahn mit. Birjukowa studierte 1911–1914 in St. Petersburg Architektur an der Kaiserlichen Akademie der Künste.
Nach der Oktoberrevolution emigrierte die Familie Birjukow über Hongkong nach Rom. Dort studierte Birjukowa 1922–1925 an der neuen Scuola Superiore di Architettura di Roma. 1924–1929 praktizierte sie bei dem Architekten Arnaldo Foschini.
Nach dem Tode ihrer Eltern reiste Birjukowa mit ihrer jüngeren Schwester, der Künstlerin Julija Dmitrijewna Birjukowa (1897–1972), nach Toronto, wo Verwandte lebten. Birjukowa gründete dort sogleich ein eigenes Architekturbüro und wurde dank der Bekanntschaften ihrer Schwester schnell bei Künstlern und Architekten bekannt, insbesondere bei den Mitgliedern der Group of Seven. Birjukowa erhielt ihren ersten und einzigen Auftrag  für den Bau einer Villa von dem Führer der Group of Seven Lawren Harris, der ursprünglich Douglas Kertland beauftragen wollte. Birjukowa projektierte abweichend von der traditionellen Bauweise in Toronto 1930 eine dreistöckige Villa im Art-déco-Stil, die 1931 gebaut wurde.
Als nach dem Architects Act, 1931 alle in Ontario tätigen Architekten der Ontario Association of Architects (OAA) angehören mussten, wurde Birjukowa nach ihrem von  Douglas Kertland und Ferdinand Herbert Marani unterstützten Antrag als erste Frau in die OAA aufgenommen. Allerdings erhielt sie vermutlich wegen der Weltwirtschaftskrise als Ausländerin mit modernen Stilvorstellungen keine Aufträge. Sie trat 1934 aus der OAA aus, und im selben Jahr verließ Lawren Harris Toronto. Sie absolvierte eine Krankenschwester-Ausbildung und arbeitete dann in der Tuberkulose-Klinik in Toronto bis zu ihrer Pensionierung in den 1960er Jahren.
1975 wurde die Lawren-Harris-Villa als Kulturdenkmal der Stadt Toronto anerkannt.